# Eadberht di Northumbria
Eadberht anche Eadbert o Edbert (... – York, 20 agosto 768) fu re di Northumbria dal 737 al 758, anno in cui abdicò per il figlio Oswulf e divenne monaco di York. Era fratello di Ecgbert, arcivescovo di York.

## Biografia
Succedette sul trono al cugino Ceolwulf, che abdicò in suo favore per entrare nel monastero di Lindisfarne. Sembra che abbia comunque incontrato dell'opposizione interna in Eardwine, figlio di Eadwulf e nonno del futuro re Eardwulf, ucciso nel 740 o 741. Nel 750, Offa, figlio di Aldfrith, fu prelevato dal monastero di Lindisfarne e giustiziato, mentre il vescovo Cynewulf, che sembra aver supportato Offa, fu esonerato dall'incarico e detenuto a York.

Nel 740, re Ethelbald di Mercia, approfittò dell'assenza di Eadberht dalla Northumbria per fare guerra ai pitti e per devastare il sud del regno. Fu forse in quest'occasione che York fu incendiata (aprile 741).
Nel 750 Eadberht tolse Kyle a Dumnagual, re di Strathclyde, mentre dal 756 si alleò con Óengus mac Fergusa dei pitti contro Dumnagual. Secondo la Historia Regum Anglorum di Simeone di Durham, nel 756 Eadberht e Unust dei pitti mossero guerra alla città di Alc[lu]ith (Dumbarton). Perciò, dice sempre il cronista, i britanni accettarono le loro condizioni il 1º agosto. Lo storico continua dicendo che nel trentesimo giorno di questo stesso mese Eadberht perì insieme a tutto il suo esercito durante la marcia da Ouania (Govan) a Niwanbirig (forse Newbrough, vicino a Hexham).
Gli succedette il figlio Oswulf, che fu però ucciso nel giro di un anno, mentre un secondo figlio, Oswine, fu ucciso in battaglia nel 761. Tuttavia, la figlia Osgifu sposò Alhred, che divenne re e per questo i discendenti di Eadberht continuarono a lottare per il trono northumbriano fino alla fine del secolo, se non anche dopo. La cronaca anglosassone dice che morì nel 768.
Sir Frank Stenton ha scritto che Eadberht fu «l'ultimo sovrano northumbriano a condurre spedizioni oltre il confine settentrionale». Ci si potrebbe anche azzardare a dire che Eadberht fu più o meno l'ultimo re northumbriano ad aver giocato un ruolo significativo nella storia d'Inghilterra.